# 肖洛霍夫斯基
肖洛霍夫斯基（羅馬化：Sholokhovskiy）是俄罗斯罗斯托夫州白卡利特瓦区唯一一座市级镇，地处罗斯托夫州中北部，位于区行政中心白卡利特瓦及州府顿河畔罗斯托夫东北方。
连接伏尔加格勒与顿涅茨克的A260公路从该镇南侧经过；镇西北部设有同名铁路车站。
该地2022年人口有7,196人；2010年人口8,306；2002年人口10,077；1989年人口13,328。